# Agrypnus cashmiriensis
Agrypnus cashmiriensis là một loài bọ cánh cứng trong họ Elateridae. Loài này được Della Beffa miêu tả khoa học năm 1931.